# Mabel Cahill
Mabel Esmonde Cahill (Ballyragget, 2 aprile 1863 – 1º gennaio 1905) è stata una tennista irlandese.

## Biografia
Visse l'infanzia in Irlanda poi si trasferì a New York. Vincitrice di due U.S. Open singolare femminile consecutivi: il primo nel 1891 dove sconfisse Ellen Roosevelt con il punteggio di 6-4, 6-1, 4-6, 6-3, il secondo nel 1892 dove ebbe la meglio contro Elisabeth Moore con una sfida sofferta: 5-7, 6-3, 6-4, 4-6, 6-2
Fu la prima straniera a vincere un US Open.
Dopo il successo tornò nel suo paese natio.

## Riconoscimenti
Nel 1976 venne introdotta nell'International Tennis Hall of Fame, ed è l'unica irlandese ad esserci.